# دان ودمان
دان ودمان (بالإنجليزية: Dan Woodman)‏ هو لاعب كرة قاعدة أمريكي، ولد في 8 يوليو 1893 في دانفرز في الولايات المتحدة، وتوفي بنفس المكان في 14 ديسمبر 1962.

## وصلات خارجية
- دان ودمان على موقعبيزبول رفرنس.كوم (الدوري الرئيسي) (الإنجليزية)
- دان ودمان على موقعبيزبول رفرنس.كوم (الدوري الثانوي) (الإنجليزية)